# Annette Badland
Annette Badland, née le 26 août 1950, est une actrice britannique connue pour un large éventail de rôles à la télévision, à la radio, au théâtre et au cinéma. Elle est surtout connue pour ses rôles de Charlotte dans la série Bergerac, Mme Glenna Fitzgibbons dans la première saison de Outlander, et en tant que Dr Fleur Perkins dans la série Inspecteur Barnaby. Elle a été nommée pour le Laurence Olivier Awards de la meilleure actrice dans un second rôle en 1993 pour sa performance en tant que Sadie dans la pièce de Jim Cartwright (en), The Rise and Fall of Little Voice (en).
Elle fait partie du groupe de chanteuses a capella Blackdown Acapella.

## Biographie

### Jeunesse et formation
Annette Badland est née le 26 août 1950 à Edgbaston (quartier de Birmingham) en Angleterre. Sa mère, d'origine écossaise, s'installe à Birmingham durant la Seconde Guerre mondiale pour travailler comme ouvrière dans une usine de fabrication de munitions et d'avions. Elle y rencontrera le père d'Annette. Sa famille retournait souvent en Écosse pour des vacances et rendre visite à sa famille, ou parfois elle passait ses vacances au Pays de Galles. Annette Badland a suivi une formation d'acteur à East 15 Acting School (en) à Loughton, Essex, travaillant dans le théâtre de répertoire au Southwold Summer Theatre pendant son séjour là-bas.
Sa performance en tant que femme de chambre dans Les Amants terribles pour la saison d'été 1970 lui a valu une Equity Card (en) et le droit de travailler dans le théâtre professionnel.

### Carrière

#### Théâtre
Après des études d'art dramatique, Annette Badland rejoint l'Actors’ Company de Ian McKellen au Cambridge Arts Theatre ; ses premières productions professionnelles furent dans Les Trois flèches du réalisateur Noel Willman (Iris Murdoch) et Le Dindon de Richard Cottrell (en) (Georges Feydeau) en octobre 1972,. Après la pantomime Toad de Toad Hall au Dukes Theatre, Lancaster), elle travaille avec la Royal Shakespeare Company à Stratford en 1973. [11] Son interprétation d'Audrey dans Comme il vous plaira était considérée comme un début de bon augure.
D'octobre 1992 à février 1993 elle rejoint le casting de la pièce The Rise and Fall of Little Voice (en) de Jim Cartwright (en) au Aldwych Theatre. En 1994, elle a joué dans la comédie tragique post-communiste de Tony Kushner, Slaves!.
Elle a continué pour se produire face à Jude Law dans la production de 1999 de David Lan (en) de Dommage qu'elle soit une putain et sa production de 2002 de La Tragique Histoire du docteur Faust au Young Vic de Londres,.
En 2006, elle a travaillé avec la Peter Hall Company sur deux productions au théâtre royal de Bath, en Angleterre. La première étant Mesure pour mesure de Shakespeare, et la seconde, le morceau d'ensemble Habeas Corpus (en) d'Alan Bennett, une farce écrite en 1971 et réglée sur la musique moderne de cette époque.
Elle a continué à travailler avec Peter Hall à nouveau en 2007 dans une production de The Vortex de Noël Coward à Londres.
Lors du festival Tiata Delights en 2009, Badland a joué dans The Golden Hour du dramaturge zimbabwéen Michael Bhim, un thriller se déroulant dans un hôpital londonien où le personnage principal rencontre un bébé qu'il pense avoir été amené illégalement dans le pays. Cette même année, elle a participé à la saison du cinquantième anniversaire du Hampstead Theatre (en) (Londres) en jouant dans la pièce Alphabetical Order de Michael Frayn, qui se déroule dans une bibliothèque de journaux provinciale,. Fin 2009, elle a tenu le rôle de la médium Madame Arcat dans la comédie L'esprit s'amuse (Blithe Spirit) de Noël Coward au Royal Exchange Theatre de Manchester, en Angleterre.
En septembre 2019, Annette Badland a été nommé mécène du Birmingham Repertory Theatre (en) de Birmingham. Le théâtre a dédié un siège en son honneur sur lequel on peut lire « Tout ce que vous pouvez faire ou rêver que vous pouvez, commencez-le » (« Whatever you can do, or dream you can, begin it. »).
En septembre 2021, elle était la seule interprète d'un événement spécial organisé sur le Golden Hind à Brixham Harbour (en) pour marquer le 131e anniversaire de la naissance de l'écrivaine policière Agatha Christie : à juste titre, les détails spécifiques de l'événement n'ont pas été rendus publics à l'avance et le public de 30 personnes a juré de garder le secret.

#### Télévision
Son premier rôle à la télévision était pour Thames Television dans le long métrage biographique de 1975 L'Homme que je suis de Jack Gold.
Le téléfilm Nuits secrètes (Lace) d'ABC, à l'origine créé en 1984, a présenté Badland aux côtés d'Angela Lansbury et de Phoebe Cates dans le rôle de Piggy Fassibinder. Rôle qu'elle reprendra dans la suite Nuits secrètes II (Lace II) en 1985. Entre ces apparitions, elle figure dans la mini-série en deux parties de la BBC, Miss Marple : Une poignée de seigle (A Pocket full of Rye) dans le rôle de Gladys Martin.
De 1990 à 1991, elle incarne plusieurs personnages dans la série pour enfants Happy Families (en) de BBC One, basée sur un ensemble de livres de Janet et Allan Ahlberg.
En 1995, elle a été présentée dans trois épisodes de l'émission pour enfants Jackanory, nommée aux BAFTA, qui mettait en vedette des célébrités lisant des histoires au coucher pour un public plus jeune.
Annette Badland a de nouveau été présentée dans une adaptation d'Agatha Christie en 2003, cette fois dépeignant Mme Spriggs dans l'épisode Cinq Petits Cochons (Five Little Pigs) de la saison 9 de Poirot diffusée sur ITV.

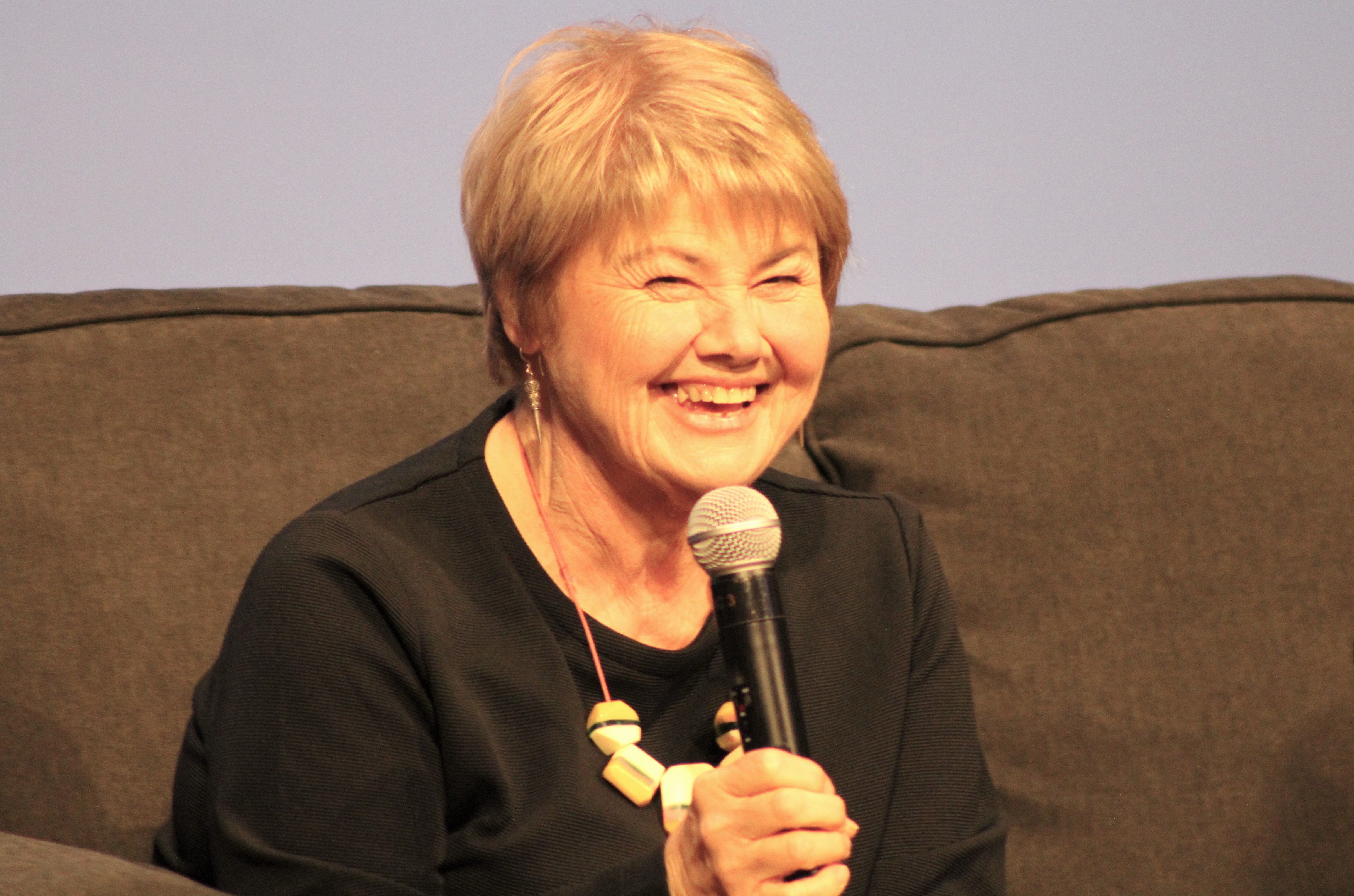
Annette Badland répondant aux questions lors d'un panel de groupe à la convention Outlander de Sasnak City le 17 novembre 2018.

Elle a également interprété le méchant récurrent Blon Fel-Fotch Pasameer-Day Slitheen alias Margaret Blaine dans la série de 2005, Doctor Who et a commenté le coffret Doctor Who Complete Series One pour les épisodes Troisième Guerre mondiale (World War Three) et L'Explosion de Cardiff (Boom Town). L'actrice a reçue des menaces de morts pour ce rôle ainsi que pour celui de Babe Smith dans EastEnders,.
À partir de 2014, Badland a tenu le rôle récurrent de Mme Fitzgibbons dans l'adaptation télévisée par Starz du roman de voyage dans le temps écossais le plus vendu de Diana Gabaldon, Outlander. Cette même année, elle a figuré dans un épisode de la série mystère de la BBC, Father Brown (en), The Daughters of Jerusalem, dans le rôle de Judith Bunyon, avant de jouer le rôle de tante Babe, son personnage d'EastEnders, dans le film télévisé : Ramsey Square, hommage du 30e anniversaire de Neighbours.
En mai 2018, Badland a atteint la finale de la série caritative de la BBC Pointless Celebrity avec Neil Dudgeon, faisant don de 500 £ à la Midland Langar Seva Society.
Depuis la vingtième saison (2019) du drame policier de longue date d'ITV Inspecteur Barnaby, elle interprète le Dr Fleur Perkins, la pathologiste résidente de Midsomer.

#### Films
Le premier rôle de Badland au cinéma fut le film Jabberwocky de Terry Gilliam en 1977, basé sur le poème épique de Lewis Carroll, aux côtés de Michael Palin et Harry H. Corbett (en). Elle ne revient pas au cinéma avant le long métrage Knights & Emeralds (en) de 1986, qui explore les conséquences d'un batteur blanc rejoignant une fanfare principalement noire.
De là, elle a décroché des rôles dans le film Out of Order (1987) du réalisateur Jonnie Turpie (en) et Anchoress (en) du réalisateur Chris Newby (en).
En 2005, Badland prête sa voix, aux côtés d'Ewan McGregor et Tim Curry, au long métrage d'animation Vaillant, pigeon de combat ! (Valiant) de Gary Chapman, sur un pigeon voyageur de la Première Guerre mondiale qui rejoint le Royal Homing Pigeon Corps.
En 2009, elle signe pour un rôle dans Jam, le premier court métrage de trois cinéastes de dix-huit ans, ayant été financé par crowdfunding après avoir attiré l'attention du public et des célébrités. Poursuivant avec des courts métrages, elle a joué dans Wish 143 (en), nommé aux Oscars, l'histoire d'un jeune homme essayant de vivre sa vie avant de succomber au cancer, du réalisateur Ian Barnes.
En 2018, Badland a joué dans le premier film du scénariste / réalisateur Callum Crawford, Degenerates, un film centré sur un écrivain qui, incapable de vendre ses idées de scénario, entreprend de créer les siennes,.

#### Radio
Annette Badland a commencé sa carrière à la radio en 1992 avec un rôle dans la comédie Little Malcolm and His Struggle Against the Eunuchs de David Halliwell (en) pour BBC Radio 3. En 1994, elle a été choisie pour le rôle principal du détective Gwen Danbury dans le drame policier An Odd Body de BBC Radio 4 Extra, un rôle qu'elle jouera pour trois saison.
Richard Monk's Church, diffusé en février 2005, met en vedette Badland aux côtés d'Andrew Garfield et raconte l'histoire du sexe et de la religion à travers les yeux de deux hommes différents. Elle a ensuite repris le rôle de Hazel Woolley, la « mauvaise graine » fille adoptive de Jack Woolley dans le feuilleton radiophonique de longue date The Archers et a joué le rôle de Mme Yeobright dans l'adaptation par BBC Radio 4 Extra de Le Retour au pays natal de Thomas Hardy.
Il a été annoncé en 2018 que Badland reprendrait son rôle de Margaret Blaine de Doctor Who dans la série radiophonique dérivée Torchwood.

### Vie privée

#### Engagements
En 2016, Annette Badland a participé aux masterclasses des Diorama Arts Studios visant à aider des artistes professionnels ou non à acquérir de nouvelles compétences dans les arts de la scène et dont les bénéfices sont investis dans de futures productions.
Depuis le 26 février 2023 Annette Badland est l'ambassadrice de Target Ovarian Cancer, une organistaion aidant les femmes atteintes de cancer des ovaires. Annette Badland était impliquée depuis plusieurs années déjà dans la sensibilisation au cancer de l'ovaire, elle devient ambassadrice de Target Ovarian Cancer un peu avant le Mois de la sensibilisation au cancer de l'ovaire ayant lieu en mars. Elle a, l'occasion, affirmé : « Trop de femmes perdent la vie chaque jour à cause de cette terrible maladie, il faut faire quelque chose pour empêcher que cela ne se produise. Depuis que je suis impliqué dans Target Ovarian Cancer, j'ai pu constater la différence que fait l'organisme de bienfaisance. L'équipe travaille sans relâche pour défendre toutes les personnes touchées par le cancer de l'ovaire et celles qui n'ont plus voix au chapitre. Ils se tiennent aux côtés de la communauté et ils défendent le changement. C'est un honneur de pouvoir se tenir à leurs côtés ». (« Too many women lose their lives to this awful disease every day, something must be done to stop this from happening. Since being involved with Target Ovarian Cancer, I have seen first-hand the difference that the charity makes. The team work tirelessly to stand up for everyone affected by ovarian cancer, and those who no longer have a voice. They stand with the community, and they stand for change. It is an honour to be able to stand with them. »).
Elle soutient également l'association S.O.D.A. qui aide les personnes victimes de violences familiales.

#### Relations
Annette Badland est en couple avec l'acteur David Hatton. Ils se sont rencontrés pour la première en 1979 lors d'un spectacle où Hatton était dans le public et elle sur scène. Selon les mots de l'actrice, « Il est tombé amoureux de moi au-dessus de la rampe et n'arrêtait pas de revenir me voir. C'était plutôt romantique. »
Le couple vit ensemble à Londres mais n'a pas l'intention de se marier.

## Théâtre
- 1970 : Les Amants terribles : femme de chambre
- 1972 : Les Trois Flèches : Page / Soldat
- 1972 : Le Dindon : invitée
- 1973 : National Health : infirmière Douce
- 1973 : Pythagoras : Biddy
- 1973 : Schippell : Jenny
- 1973 : Joking Apart : Olive
- 1973 : Hindle Wakes : Fanny
- 1973 : Pygmalion : Clara
- 1973 : Who's Afraid... : Honey
- 1973 : Servant of Two Masters : Smeraldina
- 1973 : The Seagull : Polena
- 1973 : Rich and Rich : Isabella
- 1973 : Hotel Paradiso : Victoire
- 1973 : Roll on Friday : Beryl
- 1973 : Small Ads : Mel
- 1973 : Last Resort : Rachel
- 1973 : The Virgins' Revenge : Psyché
- 1973 : Comme il vous plaira: Audrey
- 1973 : Peines d'amour perdues
- 1973 : Roméo et Juliette : une femme
- 1973 : La Mégère apprivoisée : hôtesse
- 1974 : Toad of Toad Hall (en)
- 1974 : Comrades : Thérèse
- 1974 : Summerfolk : Sasha
- 1974 : The Marquis of Keith : boulangère
- 1975 : The Marrying of Anne Leete : Mrs Prestige
- 1975 : The Actors Are Come Hither…Buzz, Buzz
- 1976 : Toad of Toad Hall (en) : Mama Rabbit
- 1979 : No More Sitting on the Old School Bench : Miss McKenzie
- 1979 : Antonio : Flavia / Infirmière
- 1980 : Godspell
- 1982 : Hobson's Choice : Ada Figgins
- 1986 : Dandy Dick : Hannah Topping
- 1987 : Roméo et Juliette : nourrice
- 1988 : A Family Affair : Fominishana
- 1989 : Electra
- 1990 : Ripping Them Off : Hilda
- 1992 : The Rise and Fall of Little Voice (en) : Sadie
- 1993 : The Kitchen
- 1994 : Slavs! (en) : Mrs. Domik
- 1994 : Brighton Beach Scumbags
- 1996 : A Midsummer Night’s Dream : Hippolyta/Titania
- 1996 : When We Are Married : Annie Parker
- 1998 : The Prime of Miss Jean Brodie : Miss Mackay
- 1999 : Dommage qu'elle soit une putain : Putana
- 2000 : Croak, Croak, Croak
- 2001 : The Play What I Wrote (en)
- 2002 : La Tragique Histoire du docteur Faust : duchesse d'Anholt/Papesse/Cornelius/Belzébuth
- The Daughter in Law : Mrs Purdy
- 2006 : Mesure pour mesure : Mistress Overdone
- 2006 : Habeas Corpus (en) : Mrs Wicksteed
- 2006 : Grumpy Old Women
- 2007 : The Vortex (en) : Clara Hibbert
- 2009 : The Golden Hour : Leslie
- 2009 : Alphabetical Order : Nora
- 2009 : L'esprit s'amuse : Madame Arcati
- 2010 : Hung Over
- 2010 : Kin : Mrs B
- 2010 : Far Away (en) : Harper
- 2010 : Stranger at the Table
- 2018 : The Winter's Tale : Bergère
- 2018 : Eyam : Reverend Stanley
- 2019 : Édouard II : Mortimer
- 2019 : After Edward : Gertrude Stein
- 2020 : Our Lady of Blundellsands : Garnet

## Filmographie

### Cinéma
- 1977 : Jabberwocky de Terry Gilliam : Griselda Fishfinger
- 1986 : Knights & Emeralds de Ian Emes : Daisy
- 1987 : Out of Order de Jonnie Turpie : opératrice
- 1993 : Anchoress de Chris Newby : Mary
- 1994 : Beyond Bedlam de Vadim Jean : infirmière Wrekin
- 1994 : Captives (en)' de Angela Pope : Maggie
- 1995 : The Grotesque de John-Paul Davidson : Connie Babblehump
- 1996 : Une vie normale de Angela Pope : avocate de Martyn
- 1997 : 24 heures sur 24 de Shane Meadows : mère de Tim
- 1997 : Caught in the Act de Mark Greenstreet : Katherine
- 1998 : Little Voice de Mark Herman : Sadie
- 1999 : Beautiful People de Jasmin Dizdar : psychologue
- 2000 : Honest de David A. Stewart : Rose
- 2000 : Société secrète de Imogen Kimmel : Marlene
- 2001 : Redemption Road de Lloyd Stanton : Chouette brune
- 2002 : Club Le Monde de Simon Rumley : Stella
- 2002 : Mrs Caldicot's Cabbage War de Ian Sharp : cuisinière
- 2005 : Charlie et la Chocolaterie de Tim Burton : femme joyeuse
- 2006 : The Kovak Box de Daniel Monzón : Kathy
- 2006 : Almost Adult de Yousaf Ali Khan
- 2007 : The Baker de Gareth Lewis : Martha Edwardss
- 2008 : Three and Out de Jonathan Gershfield : Maureen
- 2010 : Legacy: Black Ops de Eromose : Stephanie Gumpel
- 2011 : Mother's Milk de Gerald Fox : Margaret
- 2016 : Emily Dickinson, a Quiet Passion de Terence Davies : tante Elizabeth
- 2017 : Charles Dickens, l'homme qui inventa Noël de Bharat Nalluri : Mme Fezziwig
- 2018 : Degenerates de Callum Crawford : Maureen Costello
- 2023 : Opération Napoléon d'Óskar Thór Axelsson : Sarah Steinkamp
- 2023 : Sissi et Moi de Frauke Finsterwalder : la Reine Victoria
- 2023 : Mercy de Wendy Morgan : Juge #2
- 2023 : Harvey Greenfield Is Running Late de Jonnie Howard : Gillian Greenfield
- 2024 : Portraits of Dangerous Women de Pascal Bergamin : Doreen

- Prochainement : Swim de Wendy Morgan : Bea

#### Films d'animation
- 2005 : Vaillant, pigeon de combat ! (Valiant) : Elsa (voix originale)

#### Courts-métrages
- 1989 : The Kitchen Child : cuisinière
- 1994 : Syrup : Linda
- 1999 : Mrs. Buchan : Mrs. Buchan
- 2001 : My Other Wheelchair Is a Porsche : infirmière en chef
- 2004 : The Knickerman : Mrs. Harris
- 2004 : The Tale of Tarquin Slant : cuisinière
- 2006 : Normal for Norfolk : sorcière
- 2007 : Mr Thornton's Change of Heart : Mary
- 2009 : Jam : Mrs. Desirandelle
- 2009 : Wish 143 : Carol
- 2010 : It's a Serendipitous Thing : propriétaire
- 2012 : ShopGirl Blog : Mère
- 2013 : The Girl in a Bubble : Margary
- 2014 : A Quiet Courage : Margaret
- 2020 : The Act : Flo
- 2022 : Night of the Broken : Sœur Meades
- 2023 : Two Minutes : Nan

### Télévision

#### Téléfilms
- 1975 : L'Homme que je suis (The Naked Civil Servant) : élève de claquettes
- 1979 : Flat Bust : Rhoda
- 1980 : The Dick Emery Hour : 1re dame au banc de parc
- 1984 : Nuits secrètes : Piggy Fassbinder
- 1984 : Last Day of Summer : Jenny
- 1984 : Sacred Hearts : Sœur Mercy
- 1985 : Newstime : Doreen
- 1985 : Nuits secrètes II : Piggy Fassbender
- 1989 : En route, les enfants! : femme française dans le bus
- 1996 : Cuts
- 1999 : A Christmas Carol : Mrs. Fezziwig
- 2001 : The Gentleman Thief : Mrs. Pinkton
- 2002 : Indian Dream ou A Village Tale : Pat
- 2003 : Le Maire de Casterbridge (The Mayor of Casterbridge) : Mrs. Stannidge
- 2006 : Tom's Christmas Tree : Fée de verre
- 2007 : Miss Marie Lloyd : Nelly Powers
- 2008 : Summerhill : Myrtle
- 2009 : Whatever It Takes : Connie
- 2013 : Aunties : Mavis
- 2015 : Neighbours 30th Anniversary Tribute: Ramsay Square : Babe Smith
- 2017 : L'homme qui inventa Noël : la femme du boucher / Mrs. Fezziwig
- 2018 : The Tempest : Gonzala

#### Séries télévisées
- 1978 : La couronne du diable (en) : jeune nonne (saison 1, épisode 10)
- 1978 : Spearhead (en) : Mrs. Yates (saison 1, épisode 6)
- 1978 : Crossroads (en) : serveuse (saison 1, épisodes 3001-3002)
- 1980 : Shoestring (en) : fille dans le bureau (saison 2, épisode 7)
- 1981 - 1984 : Bergerac : Charlotte (saisons 1 à 3)
- 1981 : Bognor (en) : Sharon (saison 1, épisodes 9 à 12)
- 1981 : Great Expectations (en) : Flopson (saison 1, épisode 5)
- 1981 : The Last Song (en) : Mrs. Healey (saison 1, épisodes 1 et 6)
- 1982 : The Gentle Touch (en) : assistante (saison 3, épisode 13)
- 1982 : Nanny : infirmière (saison 2, épisode 6)
- 1982 : Minder (en) : infirmière (saison 3, épisode 13)
- 1983 : Pictures : Vera (saison 1, 5 épisodes)
- 1983 : The Old Men At The Zoo : Catherine Langley-Beard (saison 1, épisode 4)
- 1985 : Miss Marple : Gladys Martin
- 1985 : Dramarama : Dim (saison 3, épisode 4)
- 1985 - 1986 : Troubles and Strife : Christine (saisons 1 et 2)
- 1987 : A Little Princess (en) : cuisinière
- 1987 : You Must Be the Husband (en) : infirmière (saison 1, épisodes 4)
- 1988 : Hale & Pace (en) : personnages variés (saison 1, épisodes 3 et 5)
- 1989 : Screenplay (en) : Connie (saison 4, épisode 5)
- 1989 : All Creatures Great and Small (en) : Sybil Darnley (saison 6, épisode 11)
- 1989 - 1990 : Happy Families (en) : Grandma Jump / Queen / Mrs. Money (saisons 1 et 2)
- 1990 - 2024 : Casualty: Jodie Forbes / Angela Mason / Jenny Chinton / Jeune Maggie / Shirley Baldwin (5 épisodes)
- 1991 : Making Out (en) : Willow (saison 3, 4 épisodes)
- 1991 - 1999 : The Bill : Stella King / Pearl Armfield / Angie Barker / Penny Rowan (4 épisodes)
- 1991 - 1993 : 2point4 Children (en) : Dawn (saison 1, épisode 6 ; saison 3, épisode 5)
- 1992 : Archer's Goon : Shine (saison 1, épisodes 4 à 6)
- 1993 : The Mushroom Picker : Tonya (épisode 1)
- 1993 : Goggle Eyes : Beth (épisode 3)
- 1993 - 1995 : Inside Victor Lewis-Smith (en) : infirmière (saisons 1 et 2)
- 1994 : Smokescreen : Big Smithy
- 1994 : Love Hurts (en) : Thalia Thomas (saison 3, épisode 3)
- 1994 : Frank Stubbs Promotes (en) : Ailsa (saison 2, épisode 3)
- 1994 : Blue Heaven (en) : Ms. Emmett (saison 1, épisode 2)
- 1995 : Mike & Angelo (en) : Miss Bliss (saison 7, épisode 1)
- 1995 : Jackanory (en) : narratrice (Dimanche Diller: Part 1 à 3)
- 1995 : Fist of Fun (en) : employée du Pizza Restaurant (saison 1, épisode 4)
- 1995 - 1996 : Black Hearts in Battersea : Dolly Buckle (saison 1)
- 1996 : Outside Edge (en) : Rosie (saison 3, épisode 3)
- 1996 : Les Voyages de Gulliver : femme de Grultrud le fermier (épisode 1)
- 1996 : The Demon Headmaster (en) : guichetière à la poste (saison 2, épisodes 1 et 2)
- 1997 : Ain't Misbehavin' : Anna (saison 1, épisode 2)
- 1997 : Holding On : Brenda (épisodes 5 à 8)
- 1997 - 1998 : Mr Wymi : Matrone / Primrose (saison 1 ; saison 2, épisode 1)
- 1998 - 1999 : Amandine Malabul : Mrs. Tapioca (saison 1, épisodes 2 et 9 ; saison 2, épisode 6)
- 1999 : Holby City : Eleri (saison 2, épisode 1)
- 1999 : Oliver Twist (en) : cuisinière de Chertsey (épisode 4)
- 1999 - 2000 : Microsoap (en) : Tante Glenda (saison 2, épisode 5 ; saison 4, épisodes 1 et 5)
- 2000 - 2020 : Doctors : Judy Brownlow / Sharon Maberly / Sarah Hardy / Angela Lombard / Denise Forster / Mrs Zielinski (7 épisodes)
- 2000 : The Ghost Hunter (en) : Lady Widdicombe (saison 3, épisode 3)
- 2000 - 2001 : The Queen's Nose (en) : Mrs. Dooley (saisons 1 et 2)
- 2001 : The Monkey King : 4e épouse de Confusion
- 2002 : Born and Bred (en) : Edna Pendleton (saison 1, épisode 1)
- 2002 - 2005 : Cutting It (en) : Brawdie Henshall (saisons 1 à 4)
- 2003 : Poirot : Mrs. Spriggs (saison 9, épisode 1)
- 2005 : Horizon : l'infirmière (saison 41, épisode 10)
- 2005 : Coronation Street : Thelma Clegg (4 épisodes)
- 2005 : Judge John Deed : Bette Kidman MP (saison 4, épisodes 4 et 6)
- 2005 : Twisted Tales (en) : Bunty Crow (saison 1, épisode 14)
- 2005 : Casanova : Pauline (épisode 3)
- 2005 : Doctor Who : Margaret Blaine / Blon Fel-Fotch Passameer-Day Slitheen / Margaret Ag-Kris Therur-Ford Jingatheen (saison 1, épisodes 4, 5 et 11)
- 2005 : Casualty@Holby City (en) : Wendy Wincott (épisode interactif)
- 2006 : Les Condamnées : Angela Robbins (saison 8, épisode 3)
- 2007 : Director's Debut : Sheena Keavey (saison 1, épisode 2)
- 2008 : Kingdom (en) : Dolly Tucker (saison 2, épisode 1)
- 2008 : Coming Up (en) : Bowls Lady (saison 6, épisode 4)
- 2009 : All the Small Things (en) : Ethel Tonks (saison 1)
- 2009 : Personal Affairs : Mairhi Crawford (épisode 2)
- 2010 - 2011 : Little Crackers (en) : Mrs. Ramsbottom / Mrs. Chitterling (saison 1, épisode 5 ; saison 2, épisode 8)
- 2011 : Land Girls (en) : Miss Timpson (saison 3, épisode 2)
- 2011 : The Faces of... : Elle-même (saison 1, épisode 3)
- 2011 - 2015 : The Sparticle Mystery (en) : Holodora / Doomsday Dora (18 épisodes)
- 2012 : Skins: Mavis (saison 6, épisode 10)
- 2012 - 2014 : Sorciers vs Aliens (Wizards vs Aliens) : Ursula Crowe (saisons 1 à 3)
- 2013 : 3some : Margaret (saison 1, épisodes 3 et 4)
- 2013 : Playhouse Presents : femme dans le bureau (saison 2, épisode 2)
- 2013 : Waterside : lectrice de nouvelles (saison 1, épisode 1)
- 2013 : You, Me & Them : Karen Gold (saison 1, épisode 4)
- 2013 - 2015 : Man Down (en) : Mrs Wigmore (4 épisodes)
- 2014 - 2015 : Outlander : Mrs. Fitzgibbons (saison 1)
- 2014 : Father Brown (en) : Judith Bunyon (saison 2, épisode 6)
- 2014 - 2017 : EastEnders : Babe Smith
- 2016 : Children in Need : Babe Smith
- 2018 : Pointless Celebrity : elle-même (saison 11)
- 2018 : Not Going Out (en) : Linda (saison 9, épisode 4)
- 2018 : Plebs : Athena (saison 4, épisode 2)
- 2018 : The Dumping Ground : Mavis (saison 6, épisode 15)
- 2018 : Hold the Sunset (en) : Celia (saison 1, épisode 7)
- 2018 : Agatha Raisin : Betty Jackson (saison 2, épisode 2)
- 2019 : Shakespeare & Hathaway: Private Investigators (en) : Ms Rose King (saison 2, épisode 7)
- 2019 - présent : Inspecteur Barnaby : Fleur Perkins
- 2020 : Criminal: Royaume-Uni : Donna Swift (saison 2, épisode 4)
- 2020 : C.B. Strike : conductrice de Mini-cab (saison 4)
- 2020 : The Crown : Dr Margaret Meagarty (saison 4, épisode 10)
- 2020 - 2023 : Ted Lasso : Mae Green (récurrente)
- 2021 : Affaires non classées : Linda Fletcher (saison 24, épisode 5)
- 2021 : Les enquêtes de Pearl Nolan : Rosie (saison 1, épisode 5)
- 2022 : Inside No. 9 : Winnie (saison 7, épisode 2)
- 2022 - 2025 : Big Boys : Nanny Bingo (récurrente)
- 2023 : Meurtres au paradis anglais : Isla Jay (saison 1, épisode 3)
- 2023 : Brassic : Rhonda (saison 5, épisode 6)
- 2023 : Henry House (pilote) : Pamela Henry
- 2024 : D.I. Ray : Liz (saison 2, épisode 1)
- 2024 : Heartstopper : Ivy Olsson (saison 3)
- 2024 : Murder, They Hope : Margaret (saison 4, épisode 1)

### Jeux Vidéo
- 2020 : Assassin's Creed Valhalla : la vieille femme (DLC)
- 2023 : Diablo IV : voix additionnelles
- 2023 : Lies of P : Antonia
- 2024 : Elden Ring: Shadow of the Erdtree : Murmuring Innards et Man-Fly

## Radio / Podcasts
- 1992 : Little Malcolm and His Struggle Against the Eunuchs : Anne
- 1994 : An Odd Body : DC Gwen Danbury
- 1995 : Dear Octopus : Margery
- 1999 : The Boarding House : Mrs Bloss
- 2000 - 2003 : Smelling of Roses (en) : Tess
- 2001 : Rolling Home : Beveriey
- 2001 : Tess of the d’Urbervilles : Mrs Crick
- 2001 : 'Tis Pity She’s A Whore : Putana
- 2002 : Les Miserables : Toussaint
- 2002 : The Bridge of San Luis Rey : mère Maria del Pilar
- 2004 : The Diary of a Nobody : Mrs Pooter
- 2004 : Bumps and Bruises : Celia
- 2004 : Shopping for Happiness : Angel
- 2004 : Zdenka : Zdenka
- 2005 : The Pool (en) : Annie
- 2005 : Church
- 2005 : The Archers : Hazel Woolley
- 2005 : At the Back of the North Wind : Martha
- 2005 : The Return of the Native : Mrs. Yeobright
- 2005 : River's Up : Sally
- 2007 : Dr. Zhivago : Amalia
- 2007 : Lysistrata : Calonice
- 2008 : 15 Minute Drama (en) : Tilly Carbury
- 2008 : The Day They Wouldn't Take it Any More : Mrs Impey
- 2008 : The Way We Live Right Now : Tilly
- 2008 : Cosmic Quest : narratrice
- 2010 : Yerma : vieille femme païenne
- 2010 : Poetry Please (en) : elle-même / narratrice
- 2010 : Lump-Boy Logan : Tante Jeanette
- 2010 : Poetry Extra : elle-même / narratrice
- 2013 : Lost Poets : Molly Holden
- 2013 : Pilgrim : Colville
- 2013 : The Aeneid : Venus
- 2014 : Doing Time: The Last Ballad of Reading Gaol : visiteur
- 2014 : Little Lifetimes : lectrice
- 2015 : Mrs. Pickwick's Papers : Mrs. Pickwick
- 2019 : Torchwood : Margaret Blaine
- 2019 - présent : CBeebies Bedtime Stories : narratrice
- 2020 : Unite (pilote)
- 2021 : One Night in Paradise: Golden Years
- 2021 : The Brummie Illiad
- 2021 : Getting Better - The Fight for the NHS : Mrs. Tetlow

## Distinctions

### Nominations
- 1993 : Laurence Olivier Awards : Meilleure actrice dans un second rôle pour The Rise and Fall of Little Voice (en)[1].
- 1999 : Screen Actors Guild Awards : Meilleure distribution pour Little Voice[43].
- 2021 : Screen Actors Guild Awards : Meilleure actrice dans une série comique pour Ted Lasso[44].